# 鄧逸
邓逸（?—?），字茂山，东晋陈郡（今河南省太康县）人。鄧嶽之弟。
邓逸有武事方面的干才。鄧嶽死后，朝廷以邓逸监交州、广州，建威将军，平越中郎将，广州刺史，假节。399年，林邑国派兵攻打日南郡，并进至九德郡，先后擒获日南及九德太守。交趾郡太守杜瑗派都护邓逸率兵，将之击破。